# Johannes Scotus Erigena
Johannes Scotus Erigena, vagy Eriugena, Ierugena, Jerugena (Írország, 810 körül – Párizs, 877 körül) középkori ír filozófus, egyházi író. Újplatonikus emanációs tanokat vallott, melyeket az egyház többször is elítélt.

## Élete
Erigena Johannes (János) néven született 810 körül minden valószínűség szerint Írországban, amelyet akkor Scotia major (nagyobb Skócia)-nak mondtak. A kéziratokban hol Scotusnak (Skóciából való), hol Jerugenának (írországi) nevezik. Megtanult görögül és latinul, illetve ismerte Platón és Arisztotelész néhány művét. Még 847 előtt a Nyugati Frank Királyságba, a párizsi palotaiskolába ment Kopasz Károly király kérésére filozófiát és teológiát tanítani. 851-ben megtámadta Orbais-i Gottschalk predesztináció tanát. 855-ben a valence-i, 859-ben a langres-i zsinat viszont Erigenát ítélte el. 877 körül hunyt el.

## Művei
Erigena latin nyelvre fordította Pszeudo-Dionüsziosz műveit, Hitvalló Szent Maximosz Ambigua, és Nüsszai Szent Gergely Az ember teremtéséről című írásait. Saját filozófiai nézeteit a De divisione naturae-ban fejtette ki. Tanítását a több pápa – IX. Leó 1050-ben és III. Honoriusz 1225-ben – elítélte. Utóbbi Erigena fő művének példányait igyekezett felkutatni és elégetni, mint egyházellenes írást. Később is elutasították nézeteit a római katolikus egyházon belül, így 1910-ben és 1925-ben is (DS 320). Erigena műveit a Patrologia Latina 122. kötete tartalmazza.

## Filozófiája
A kezdet kezdete a teremtő teremtetlen természet (nature creans non creata): Isten. Az ő tudásának köszönheti létét az ideák világa: a teremtett és teremtő természet (natura creata creans). A teremtett – bár örök – ideák a dolgok létének elsőrendű okai (causae primordiales). A lét harmadik fokozata a teremtett és nem teremtő természet (natura creata non creans). Benne látható a láthatatlan, felfogható a felfoghatatlan, s ezért dicsőítik az értelmes teremtmények. Az utolsó fokozat a létezők visszatérése a kezdethez (natura non crans non creata). Eriugena az igazi filozófiát azonosítja a vallással, mivel a hit és a tudás között nem lehet áthidalhatatlan ellentmondás. Az emberi tekintéllyel szemben azonban az értelem pártját fogja: „auctoritas ex vera ratione processit, ratio vera nequaquam ex auctoriate” (De divisione nature, I. 69). A hatalommal szemben a tudáson alapuló hozzáértés tekintélyét fogadja el, „mivel gyönge lábakon áll az olyan tekintély, amelyet nem támaszt alá érdemi belátás, míg valódi értelmi belátáson nyugvó észszerűség ereje megdönthetetlen”.

## Emlékezete
1976 és 1993 között Johannes Scotus Erigena portréja szerepelt az Ír Köztársaság B-sorozatú 5 fontos bankjegyének előoldalán. A hátoldal egy részletet ábrázolt a Codex Cenannensis-ből. A címlet narancssárga alapszínű, mérete 156 x 82 mm volt.

## Művei magyarul
- Magyarázatok Szt. Dionysius Égi hierarchiájáról (ford. Horváth Judit) IN: Az égi és a földi szépről – Források a későantik és a középkori esztétika történetéhez (közreadja Redl Károly), Gondolat Könyvkiadó, Budapest, 1988, ISBN 963-281-843-1, 245–246. o.
- Szentbeszéd János Szt. Evangéliumának prológusához (ford. Horváth Judit) IN: Az égi és a földi szépről, 246–247. o.
- Kommentár János Szt. Evangéliumához (ford. Horváth Judit) IN: Az égi és a földi szépről, 247. o.
- A természet felosztásáról (ford. Horváth Judit) IN: Az égi és a földi szépről, 247–267. o.
- A természetekről. Periphyseon; ford., bev., jegyz. bibliográfia Vassányi Miklós; Szt. István Társulat, Bp., 2015 (Középkori keresztény írók) Online részletek
- Johannes Scotus Eriugena: A szellem sasmadarának hangja. Homília Szent János evangéliumának prológusához; ford. Alácsi Ervin János, Németh Bálint, Sursum, Gödöllő, 2018